# Les Frères De Witt en prison
Les Frères De Witt en prison est un tableau peint par Simon Opzoomer en 1843. 
Il est conservé au musée Boijmans Van Beuningen à Rotterdam. 

## Divers
En 2014, le tableau est prêté au Musée des beaux-arts de Lyon dans le cadre de l'exposition L'invention du Passé. Histoires de cœur et d'épée 1802-1850.